# Amarula

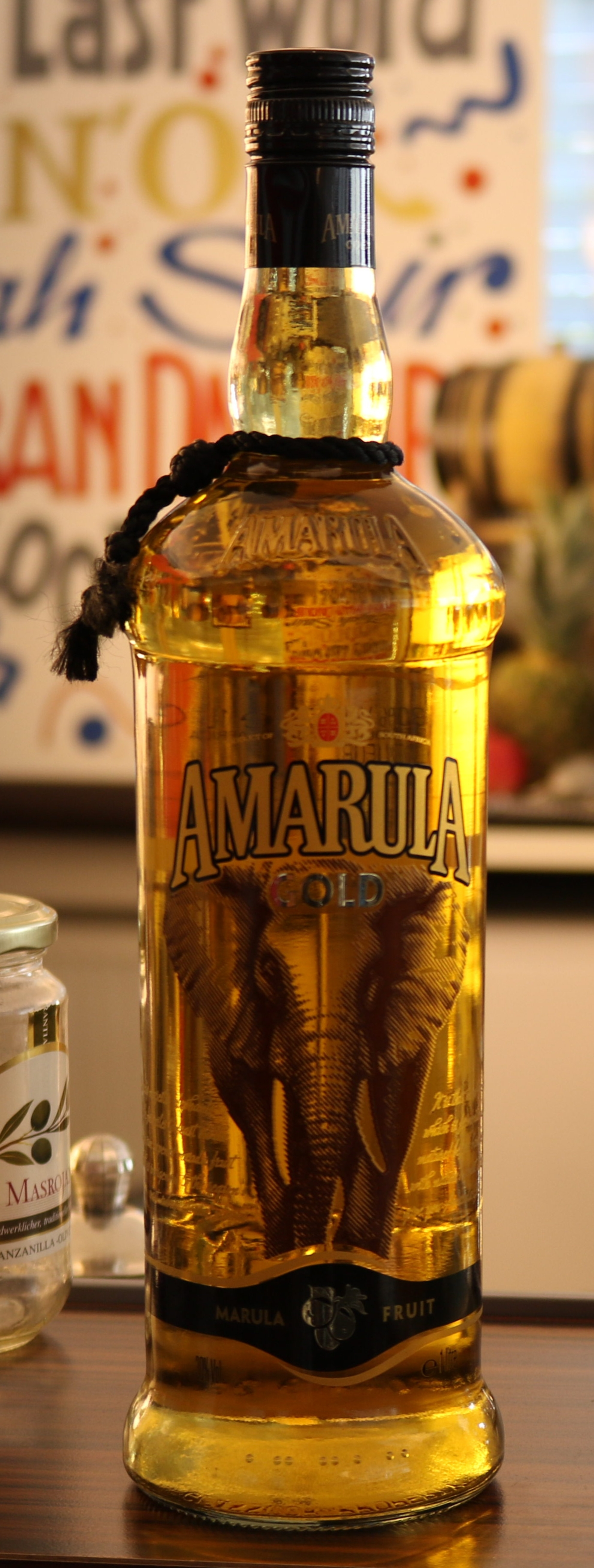
Amarula Gold

Amarula is een Zuid-Afrikaanse likeur uit Phalaborwa, een stad aan de rand van het Krugerpark. Deze drank is gemaakt van suiker, room en de vrucht van de marulaboom of olifantenboom (Sclerocarrya birrea). Hij bevat 17% vol. alcohol en heeft een fruitige karamelsmaak. 
De marulavrucht wordt gedistilleerd en vervolgens rijpt het distillaat twee jaar op eiken vaten. Hierna wordt er room aan het distillaat toegevoegd.  
Amarula is op de markt sinds september 1989. Vanwege de associatie van de marulaboom met olifanten, die graag marulavruchten eten, is de olifant als symbool van de drank gekozen.